# Правилен додекаедър
Правилен додекаедър правилен дванадесетостен – платоново тяло с 12 стени, всяка от които е правилен петоъгълник. Думата идва от гръцкото „додека“ – дванадесет (12). Връхната фигура е равностранен триъгълник; така броят на върховете е 20 (във всеки се срещат 3 петоъгълника от общо 12-те, които имат сумарно 60 върха, т.е. 12х5:3=20); а ръбовете са 30 (всеки свързва 2 тройно координирани върха т.е. 20х3:2).
Дуалният многостен е икосаедър.
Тъй като стените са петоъгълници, във формулите задаващи различни параметри на додекаедъра се пренамира златното сечение.
Древни модели на додекаедъра са намерени на различни места в Европа, като най-ранните находки датират от 5 век пр.н.е. Пиритът, руда която се използва за добив на желязо, понякога кристализира именно в такава, почти правилна форма, наричана пиритоедър. Симетрията на додекаедъра се реализира по друг, различен начин, в някои квазикристали.